# Венедикт (Глинський)
Венеди́кт Гли́нський (іноді Венедикт Корчак-Глинський, Ян Марек Ґіжицький називає його пол. Benedykt Ślepowron Gliński; 1618, Волинь ― 1679) ― василіянин, єпископ Володимирський і Берестейський Руської унійної церкви. Дядько київського митрополита Льва Слюбича-Заленського.

## Життєпис
Народився на Волині бл. 1618 року в шляхетній родині Глинських гербу Корчак. Брат матері пізнішого митрополита Льва Слюбича-Заленського ― Ганни Глинської. Навчався в Папській Єзуїтській Колегії в Браунсберзі (прибув 10 лютого 1639, виїхав з колегії 1 вересня 1639) та Папській Єзуїтській Колегії у Вільно (квітень 1640 ― 1643). Після смерті єпископа Івана Михайла Потія (15 вересня 1666), 23 жовтня 1666 року отримав королівську номінацію на Володимирсько-Берестейську єпархію.
1675 року заснував у Володимирі василіянський монастир і передав у розпорядження ченців школу при катедрі, а потім подарував їй 8400 злотих.
Помер 1679 року.